# Bad Blood (pjesma Taylor Swift)
"Bad Blood" je treća pjesma američke pjevač Taylor Swift s njenog petog albuma 1989 ", objavljena 17. svibnja 2015. godine. Swift je napisala ovu pjesmu s njezinim producentima Max Martinom i Shellbackom. Hip hop remiks pjesme "Bad Blood", s američkim reperom Kendrickom Lamarom i dodatnom produkcijom Ilya, objavljen je kao četvrti singl albuma 17. svibnja 2015. od strane Big Machinea i Republic Recordsa. 
"Bad Blood" je podržan visokobudžetnim glazbenim spotom u režiji Josepha Kahna i produkciji Swifta. Predstavljao je glumački ansambl koji se sastojao od brojnih pjevačica, glumica i manekenki, što je bilo široko medijski popraćeno. Kritičari su pohvalili video zbog kinematografskih i futurističkih vizualnih prikaza inspiriranih neo-noir stilovima. Osvojio je nagradu Grammy za najbolji glazbeni video i dvije MTV Video Music Awards za video godine i najbolju suradnju. Komercijalno, "Bad Blood" je dosegao broj jedan u Australiji, Kanadi, Novom Zelandu i Škotskoj, kao i u Sjedinjenim Državama, gdje je bio na prvom mjestu Billboard Hot 100, Adult Top 40 i Mainstream Top 40 ljestvice. Certificiran je trostruko platinasto u Australiji i Kanadi i 6× platinasto u SAD-u. Nakon spora 2019. u vezi s vlasništvom nad Swiftinim zadnjim katalogom, ponovno je snimila pjesmu i objavila je kao "Bad Blood (Taylor's Version)" kao dio 1989 (Taylor's Version), objavljene 27. listopada 2023. Ponovno izdanje snimljena verzija remixa s Lamarom objavljena je kao dio deluxe izdanja albuma. 

## Pozadina i objavljivanje
Peti studijski album Taylor Swift, 1989, inspiriran je synth-popom iz 1980-ih. Elektronička produkcija albuma korištenjem sintisajzera, programiranih bubnjeva i obrađenih pratećih vokala označila je odmak od country stilova njezinih prethodnih izdanja. Na albumu 1989 Swift i švedski producent Max Martin bili su izvršni producenti. Martin i njegov česti suradnik Shellback producirali su sedam od trinaest pjesama na standardnom izdanju albuma, uključujući "Bad Blood". Album je objavljen u listopadu 2014. i postigao je komercijalni uspjeh, prodan u više od milijun primjeraka u roku od tjedan dana.
"Bad Blood" je objavljen kao četvrti singl iz 1989 remix verzija s reperom Kendrickom Lamarom objavljena je 17. svibnja 2015. za digitalno preuzimanje od strane Big Machine Recordsa. Izdanje singla je podržano premijerom njegovog glazbenog videa na Billboard Music Awards 2015. "Bad Blood" je utjecao na američki suvremeni radijski hit 19. svibnja 2015. pod impresijom Big Machinea i Republic Recordsa. Pjesma je objavljena na talijanskom suvremenom radiju 12. lipnja 2015. preko Universal Music Group.

## Pisanje i kompozicija
Swift je napisala "Bad Blood" o neotkrivenoj glazbenici. Otkrila je u intervjuu za Rolling Stone 2014. da je ta vršnjakinja, koju je smatrala svojom bliskom prijateljicom, pokušala sabotirati jednu od njezinih koncertnih turneja angažirajući ljude koji su radili za nju. Nakon izlaska 1989, razne publikacije nagađale su da je tema pjesme Katy Perry; Perry i Swift bili su upleteni u svađu koja je dobila veliku medijsku pozornost. Nekoliko publikacija, uključujući Time i The Washington Post, primijetilo je paralele između stihova "If you live like that, you live with ghosts" u "Bad Blood" i naslova "Ghost", pjesme s Perryjeva albuma Prism iz 2013. Neki su kritičari isprva protumačili pjesmu "Bad Blood" kao priču o izgubljenoj romansi, koja je središnja tema albuma.
"Bad Blood" su snimili Sam Holland u Conway Recording Studios u Los Angelesu i Michael Ilbert u MXM Studios u Stockholmu, Švedska. Pjesmu je miksao Serban Ghenea u studiju Mixstar u Virginia Beachu u Virginiji, a masterirao Tom Coyne u studiju Sterling Sound u New Yorku. 

## Glazbeni video
Spot je premijerno prikazan 17. svibnja 2015. na Swifitnom YouTube Kanalu. Redatelj spota je Joseph Kahn.

## Zasluge i osoblje
Zasluge za album i verziju remixa prilagođene su bilješkama pjesme 1989.
- Taylor Swift – vokal, prateći vokal, tekstopisac
- Kendrick Lamar "remix" – istaknuti vokal, prateći vokal, tekstopisac
- Max Martin – producent, tekstopisac, programer, klavijature, klavir
- Shellback – prateći vokali, producent, tekstopisac, programer, akustična gitara, bas gitara, klavijature, bubnjevi, udaraljke, zvukovi (tapanje i koljena)
- Ilya Salmanzadeh "remix" – prateći vokal, producent, programer, snimatelj
- Michael Ilbert – inženjer snimanja
- Sam Holland – inženjer snimanja
- Ben Sedano – pomoćni inženjer snimanja
- Cory Bice – pomoćni inženjer snimanja
- Peter Carlsson – inženjer Pro Toolsa
- Serban Ghenea – inženjer miksiranja
- John Hanes – mikser
- Tom Coyne – glavni inženjer

## Ljestvice
| Ljestvice                  | Najviša pozicija |
| -------------------------- | ---------------- |
| Australija                 | 1                |
| Austrija                   | 1                |
| Belgija                    | 1                |
| Brazil                     | 81               |
| Češka                      | 29               |
| Finska                     | 5                |
| Francuska                  | 14               |
| Grčka                      | 2                |
| Italija                    | 93               |
| Japan                      | 20               |
| Kanada                     | 1                |
| Njemačka                   | 29               |
| Novi Zeland                | 1                |
| Sjedinjene Američke Države | 1                |
| Slovačka                   | 65               |
| Škotska                    | 1                |
| Španjolska                 | 13               |
| Ujedinjeno Kraljevstvo     | 4                |

## Bad Blood (Taylor's Version)
Ponovno snimljena verzija pjesme "Bad Blood", pod nazivom "Bad Blood (Taylor's Version)", objavljena je 27. listopada 2023., kao dio 1989 (Taylor's Version), Swiftinog četvrtog ponovno snimljenog albuma. To je dio njezine protumjere njezinom sporu za mastere 2019. Isječak ponovnog snimanja prikazan je u animiranom filmu DC League of Super-Pets iz 2022.
Ponovno snimljena verzija hip hop remiksa pjesme "Bad Blood" s Kendrickom Lamarom, pod nazivom "Bad Blood (featuring Kendrick Lamar) (Taylor's Version)", iznenađeno je objavljena kao jedina bonus pjesma deluxe izdanja 1989 (Taylor's Version) verzije albuma, nekoliko sati nakon izlaska standardnog albuma.